# Alphonse de Boissieu
Pour les autres membres de la famille, voir Famille de Boissieu.
Jean-Jacques-Marie Alphonse de Boissieu (pseudonyme Jules Raimbault), né le 11 décembre 1807 à Lyon, mort le 29 décembre 1886 dans la même ville, est un archéologue et un épigraphe français, président de la Commission de Fourvière et membre correspondant de l'Institut de France (Académie des beaux-arts et Académie des inscriptions et belles-lettres).

## Biographie
Alphonse de Boissieu est issu d'une ancienne famille d'Auvergne. Il fait ses études chez les Jésuites de Saint-Acheul, puis se rend à Paris où il étudie le droit. Il se lie avec Chateaubriand, Lamennais, Henri Lacordaire. Il rentre à Lyon en 1830, se marie en 1833, puis part en Italie. De retour à Lyon il fait paraître en 1846 un ouvrage sur les inscriptions antiques. En 1848 il devient membre de l'Académie des sciences, belles-lettres et arts de Lyon.
Alphonse de Boissieu est commandeur de l'Ordre de Saint-Grégoire ; officier de l'Ordre des saints Maurice-et-Lazare ; chevalier de l'Ordre de Charles III d'Espagne.

## Publications
- 1831 : Les Saint-Simoniens : article publié dans la Revue provinciale sous le pseudonyme de Jules Raimbault. Lyon, G. Rossary, 16 p.
- 1832 : Mémoire sur l'organisation de l'École de La Martinière. Lyon, J.-M. Barret, 52 p.
- 1832 : Éloge de l'abbé Rozier, couronné par l'Académie de Lyon, dans sa séance  du 30 août 1832. Lyon, Barret, 35 p.
- 1834 : La Légitimité de Don Carlos jugée d'après les vrais principes de la monarchie espagnole. Gazette du Lyonnais, 23 p.
- 1846 : Inscriptions antiques de Lyon reproduites d’après les monuments ou recueillies dans les auteurs. Gravures de Jean-Marie Fugier. Lyon, Louis Perrin.
- 1852 : Notice sur la vie et les travaux de J.-C. Grégori, conseiller à la cour d'appel de Lyon. Lyon, L. Boitel, , 15 p.
- 1860 : De l'Excommunication, article publié dans la Gazette de Lyon du 26 mars et augmenté de plusieurs notes. Paris et Lyon : J.-B. Pélagaud.
- 1884 : Ainay : son autel, son amphithéâtre, ses martyrs. Lyon, N. Scheuring, 135 p.
- 1887 : Saint Nizier, vingt-neuvième évêque de Lyon. Lyon, Vitte et Perrussel, 36 p.
- s. d. Le Jour de l'an, ou Chacun ses étrennes : proverbe en manière de vaudeville. Lyon, J.-M. Barret, 40 p